# 文立彬
（1969年12月24日—），中國大陸譯作米利班德、香港譯作文立彬，英國政治家，自2024年7月起擔任能源安全及淨零大臣。自2005年以來，他一直擔任北唐卡斯特選區的國會議員。米利班德曾在2010年至2015年間擔任工黨領袖和反對黨領袖。2007年至2010年，米利班德與他的哥哥、外交大臣文禮彬一起在白高敦首相時期的內閣中任職。
米利班德出生於倫敦市中心的菲茨羅維亞區，父母是波蘭猶太移民。他的父親拉爾夫·米利班德是一位馬克思主義知識分子，出生於布魯塞爾，在二戰期間逃離比利時。他畢業於牛津大學基督聖體學院，後來又於倫敦政治經濟學院完成理學碩士學位。米利班德首先成為電視記者，然後成為工黨研究員和哈佛大學訪問學者，最後成為時任財政大臣戈登·布朗的心腹之一和財政部經濟顧問委員會主席。 2005年，他被選為下議院議員，托尼·布萊爾首相於2006年5月任命他為第三部門大臣。米利班德隨後晉升為能源及氣候變遷大臣，他於2008年至2010年擔任該職位。
工黨在2010年大選中落敗後，布朗辭去了工黨領袖一職。2010年9月，米利班德當選接替他。米利班德在擔任工黨領袖期間，以 "一國工黨"（One Nation Labour）為品牌，將工黨政策左傾化，並反對保守黨-自由民主黨聯合政府削減公共部門開支。米利班德還在2014年廢除了選舉工黨領袖和副領袖的選舉團制度，代之以 "一黨員一票 "制度。他帶領工黨參加了多次選舉，包括2014年的歐洲議會選舉。
工黨在2015年大選中被保守黨擊敗後，米利班德於2015年5月8日辭去領袖職務。經過領導階層選舉，由傑里米·科爾賓繼任。 2020年，基爾·斯塔默（Keir Starmer）爵士任命米利班德為負責氣候變遷和淨零碳排放事務的影子國務大臣。工黨在2024年大選中獲勝後，米利班德被斯塔默任命為能源安全和淨零國務大臣，並重返政府。

## 政治生涯
父亲为英国马克思主义理论家、社会学家拉尔夫·米利班德。
畢業於牛津大學和倫敦政治經濟學院的米勒班，最初以研究員身份加入工黨，後來獲仍然身為財相的白高敦信任，不單成為他的親信，還獲安排出任財政部經濟顧問局主席。
他在2005年起出選下議院北唐卡斯特選區，成功當選下議院議員。
白高敦在2007年出任首相後，他獲委任到內閣出任內閣廳長官兼蘭卡斯特公爵領地總裁，後來從2008年10月到2010年5月為止，出任能源及氣候變化大臣一職。

### 出任工黨黨魁

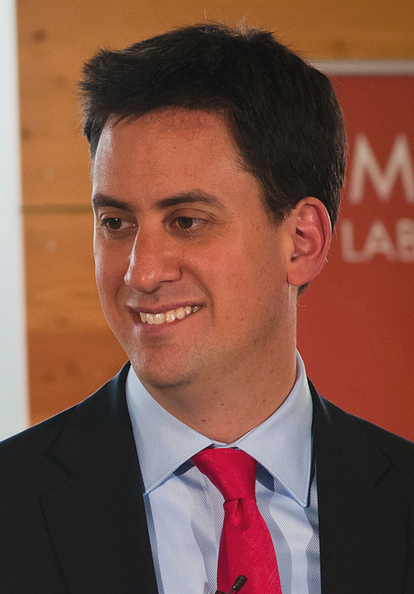
2010年的文立彬。

白高敦領導的工黨在2010年大選落敗並宣佈辭去黨魁後，米勒班與另外四人宣佈競逐黨魁，其中以他和兄長、立場偏右的前外相文禮彬呼聲最高，最終米勒班的支持度反超前其兄長，在同年9月公佈的黨魁選舉結果中，取得50.6%的支持率，以些微優勢險勝，當選黨魁。
他在任黨魁期間曾經發生煙肉三文治照片事件，引發一連串改圖和政治風波。

### 2015年大選後
他代表工黨出選2015年英國大選失利，結果工黨只贏得議席232席，更比上屆結果的258席喪失了26席，降至1987年大選時的水平，其中工黨在蘇格蘭的議席減至一席，因此文立彬選後隨即宣布辭去工黨黨魁之職位。
2020年，他重返前坐，任影子商業、能源及工業策略大臣。

### 回歸政府
工黨在2024年大選中獲勝後，米利班德被斯塔默任命為能源安全及淨零大臣。他是被斯塔默内閣任命進入的幾位布萊爾和布朗時期大臣之一。

## 個人生活
文立彬作為首位猶太裔的英國工黨黨魁，2002年認識賈斯汀·桑頓，其後同居並育有兩子，2011年正式結婚，採用猶太傳統儀式，在婚禮上踩玻璃杯。
文立彬對自己的描述為猶太無神論者。

## 外部連結
- 北唐卡斯特選區下議員艾德·米勒班 官方網站

| 大不列颠及北爱尔兰联合王国国会 | 大不列颠及北爱尔兰联合王国国会     | 大不列颠及北爱尔兰联合王国国会 |
| ------------------------------ | ---------------------------------- | ------------------------------ |
| 前任者： 凱文·休斯             | 下議院北唐卡斯特選區議員 2005年–   | 現任                           |
| 官衔                           |                                    |                                |
| 前任者： 艾希妮                | 內閣廳長官 2007年–2008年           | 繼任者： 白理安                |
| 前任者： 艾希妮                | 蘭卡斯特公爵領地總裁 2007年–2008年 | 繼任者： 白理安                |
| 前任者： 新創設                | 能源及氣候變化大臣 2008年–2010年   | 繼任者： 禤傑思                |
| 前任者： 夏雅雯                | 反對黨領袖 2010年–2015年           | 繼任者： 夏雅雯                |
| 政党职务                       |                                    |                                |
| 前任者： 夏雅雯（署理）        | 英國工黨黨魁 2010年–2015年         | 繼任者： 夏雅雯（署理）        |